# 742 Evergreen Terrace

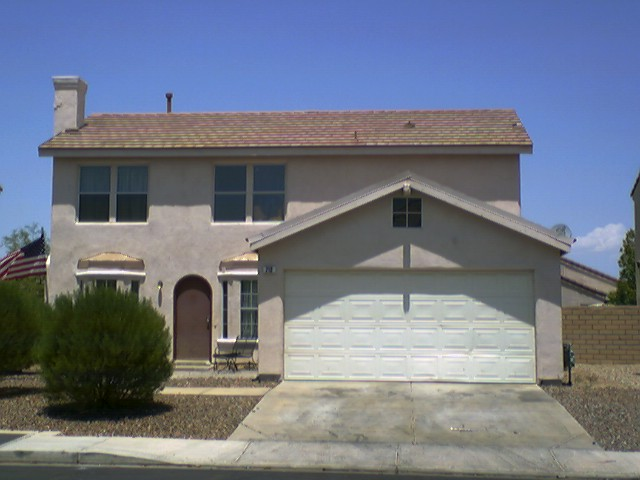
Replika domu Simpsonów zbudowana w amerykańskim stanie Nevada.

742 Evergreen Terrace (Zielony Taras 742) – fikcyjny adres, pod którym znajduje się dom rodziny Simpsonów z serialu animowanego The Simpsons.

## Wygląd domu
Dom na 742 Evergreen Terrace ma dwa piętra, ogród, garaż oraz pralnię. Na dolnym piętrze posiadłości znajduje się m.in. pokój dzienny (salon) oraz kuchnia.
Na górnym piętrze znajdują się sypialnie Homera Simpsona i jego żony Marge oraz ich dzieci: Lisy, Barta i Maggie.
Na podwórku rośnie kilka drzew. Na jednym z nich Bart zbudował drewniany dom.

## Sąsiedztwo
Dom rodziny Simpsonów graniczy z posiadłością rodziny Flandersów, których dom znajduje się pod numerem 744, a także z domem Ruth i Laury Powers. Naprzeciwko Simpsonów w jednym odcinku mieszkał George Bush z żoną. Innych sąsiadów, a zwłaszcza z tyłu domu nigdy nie podano.